# Емельянцев, Александр Александрович
Александр Александрович Емельянцев (10 сентября 1930, с. Боголюбово, Смоленская обл. — 11 октября 2020, г. Москва) — скульптор, профессор кафедры скульптуры Российского государственного художественно-промышленного университета им. С. Г. Строганова, заслуженный деятель искусств РСФСР, лауреат премии Ленинского комсомола.

## Биография
Родился 10 сентября 1930 года в селе Боголюбово Холм-Жирковского района Смоленской области в семье купца 1 гильдии Емельянцева Александра Ивановича (родился в городе Белый) и Емельянцевой Олимпиады Васильевны. В семье было 6 детей: четверо братьев Константин, Егор (были офицерами и погибли во время Великой Отечественной войны), Игорь и Александр, две сестры Татьяна и Раиса. После революции все имущество было отобрано и отец Александра Александровича, Александр Иванович работал инженером на своем бывшем сыродельном заводе. Умер в 1932 году.
В 15 лет Александр Александрович переехал в Москву к своей сестре Татьяне. В 16 лет поступил в Московское Ремесленное училище, играл в ансамбле музыкальных духовых инструментов. После окончания училища поступил в МВХПУ (б. Строгановское). В 1961 году Александр Александрович окончил скульптурное отделение МГХПА им. С. Г. Строганова по курсу Скульптуры под руководством Мотовилова Георгия Ивановича. Дипломной работой А. А. Емельянцева стал памятник «Неизвестному матросу», установленный в МДЦ «Артек» (бывший пионерский лагерь). Там Александр Александрович познакомился с архитектором Анатолием Трофимовичем Полянским. С А. Т. Полянским была создана череда произведений в п/л Артек. После окончания МГХПА им. С. Г. Строганова начал в нем же свою преподавательскую деятельность.
В 1967 году Александр Александрович познакомился на отдыхе в г. Кисловодске и женился на Стрепковой (Емельянцевой) Генриетте Валентиновне (1939—2013). 24 сентября 1968 года родился сын Олег.
Александр Александрович скончался от последствий короновируса 11 октября 2020 года в Москве. Похоронен на Хованском кладбище рядом со своей женой.

#### Семья
Жена (с 1968) — Стрепкова (Емельянцева) Генриетта Валентиновна (1939—2013), сын —Олег (род.1968), внуки — Татьяна (род. 2002), Александр (род. 2005г), Генриетта (род. 2007), Алексей (род. 2020).

## Профессиональная деятельность
Является автором памятников и композиций, установленных в Москве, Севастополе, Ялте, Крыму, Себеже и многих других городах России и СНГ: «Ореанда», «Защитники Севастополя», «Волжанка», «Вадим Новгородский», памятники «Неизвестному матросу» в пионерском лагере «Артек», В. И. Ленину в Красногорске и Себеже, Н. А. Крупской, М. Ю. Лермонтову, А. Н. Одоевскому, Аллеи Героев в «Артеке» и городе Рузе. В Звездном городке познакомился с космонавтом Алексеем Архиповичем Леоновым, после этого знакомства были созданы памятники Ю. Гагарину и В. М. Комарову, которые установлены в Музее космонавтики в Москве. Чуть позже создан Памятник воинам-дзержинцам, открытый в 1967 году на территории Отдельной дивизии особого назначения (ОДОН) имени Ф. Э. Дзержинского в Балашихе (Московская область). На открытии памятника присутствовал маршал СССР Семен Михайлович Буденный.
За архитектуру Домов молодежи в Комсомольске-на-Амуре, Целинограде (современный Нур-Султан в Казахстане), Донецке, Всесоюзного лагеря «Артек» в 1978 году был удостоен премии Ленинского комсомола в области литературы, искусства, журналистики и архитектуры. В 1984 году Александру Александровичу присвоено звание Заслуженного деятеля искусств РСФСР.
А. А. Емельянцев является автором 150 произведений, установленных по всей России.
Являлся членом Союза художников СССР и России, а также членом секции скульптуры Московского союза художников и Объединения московских скульпторов.
Последней работой Александра Александровича Емельянцева стала Аллея героев в городе Руза (2015). За всю свою творческую и педагогическую жизнь Александр Алесандрович подготовил более 900 молодых скульпторов. Для студентов РГХПУ им. С. Г. Строганова, Александр Александрович Емельянцев подготовил учебное пособие «Выполнение скульптуры в твердых материалах» (1986).

## Памятник Неизвестному матросу
Был сооружен в 1962 году у подножья горы Аю-Даг. Скульптура представляет собой фигуру раненого матроса, лежащего на груде камней. Перед скульптурой установлен символ Вечного огня, а слева находится каменная глыба с надписью «Неизвестному матросу». 16 января 1966 года капитан артековского катера В. М. Федоров обнаружил могилу неизвестного матроса на берегу моря детского лагеря «Морской». Матрос погиб у артековских берегов в феврале 1943 года. 18 февраля 1966 года останки погибшего матроса перезахоронили у памятника «Неизвестному матросу».
Композиция выполнена из мшанского известняка. Высота памятника составляет 4,5 м, ширина — 5 м.